# Sören Kneidl
Sören Kneidl (* 1989 in Detmold) ist ein deutscher Schauspieler.

## Leben
Sören Kneidl arbeitete nach seinem Abitur einige Jahre an Theatern und in anderen Kultureinrichtungen u. a. als Musiker und Pädagoge in São Paulo, Kapstadt und Thessaloniki. Erste Theatererfahrungen machte er am Theater Bielefeld und beim Souterraintheater „Kunst im Prückel“ in Wien. Von 2014 bis 2018 absolvierte er sein Schauspielstudium an der Musik- und Kunstuniversität Wien (MUK). Während seiner Ausbildung trat er u. a. beim Wohnzimmertheater Wien, am Theater Drachengasse und beim Theaterverein „Kulturszene Kottingbrunn“ (Titelrolle in Hamlet) auf. In der Spielzeit 2017/18 gastierte er, noch während seiner Ausbildung, erstmals am Volkstheater Wien. 
Seit 2018 ist Sören Kneidl als freier Schauspieler tätig. 2018 hatte er Auftritte am Theater Nestroyhof Hamakom und 2018/19 beim Werk X in Wien in den Produktionen Onkel Toms Hütte und Die verlorene Ehre der Katharina Blum. Im Oktober 2018 präsentierte Kneidl in der Roten Bar des Wiener Volkstheaters sein Live-Hörspiel Frankenstein nach dem gleichnamigen Roman von Mary Shelley, das im Rahmen seines Bachelor-Studiums an der MUK entstand. 2019 spielte er am Volkstheater Wien den Albert in einer Bühnenfassung von Goethes Die Leiden des jungen Werthers.
In der Spielzeit 2019/20 gastierte er am Wiener Burgtheater in Ulrich Rasches Inszenierung von Die Bakchen nach Euripides. Im Januar 2020 gab er gemeinsam mit seiner Band sein Regiedebüt im Volx/Margareten mit dem Live-Hörspiel In der Strafkolonie nach Franz Kafka und Joseph Conrad. In der Spielzeit 2020/21 spielte er in einer Produktion des „Volkstheaters in den Bezirken“ die Rolle des soliden Anwalts und Ehemanns Paul Bretter in der Boulevardkomödie Barfuß im Park. In der Spielzeit 2021/22 gastierte er am Stadttheater Klagenfurt als Sebastian in Was ihr wollt. 2023 war er bei den Salzburger Festspielen als Patriarch von Jerusalem in Ulrich Rasches Inszenierung von Nathan der Weise zu sehen. In der Spielzeit 2023/24 gastierte er am Wiener Burgtheater in Iphigenie auf Tauris. Im Juni 2024 übernahm er in der Wiener Kammeroper in der Uraufführung des Musiktheaters Richard III. nach der Tragödie von William Shakespeare und mit Musik von Henry Purcell den schauspielerischen Part der in Schauspiel, Gesang und Tanz aufgeteilten Titelfigur.
Kneidl wirkte in mehreren Kurzfilmen mit, bei denen u. a. Susi Stach und Oliver Haffner Regie führten. In der 16. Staffel der ZDF-Serie SOKO Wismar (Erstausstrahlung: Oktober 2019) übernahm er eine der Episodenhauptrollen als tatverdächtiger Informatiker und Leiter eines Zentrums für digitale Nomaden und Lebenskünstler. In der 16. Staffel der österreichischen Krimi-Serie SOKO Donau (2022) hatte er eine Episodenhauptrolle als tatverdächtiger Komplize eines in einem Bad Ischler Nobelhotel getöteten Enkeltrick-Betrügers. In der 2. Staffel der österreichischen Krimi-Serie SOKO Linz (2023) hatte er eine Episodenrolle als psychopathischer Armbrustschütze, der sich für ein Werkzeug Gottes hält.
Sören Kneidl lebt in Wien.

## Filmografie (Auswahl)
- 2016: Kinokassa (Kurzfilm)
- 2017: Weihwasser (Kurzfilm)
- 2018: LIEBEN WOHNEN LEBEN (Kurzfilm)
- 2019: SOKO Wismar: Die Rache der Ostseeschnäpel (Fernsehserie, eine Folge)
- 2022: SOKO Donau/SOKO Wien: Ausgetrickst (Fernsehserie, eine Folge)
- 2023: SOKO Linz: Erlösung (Fernsehserie, eine Folge)